# Allard & Co
Allard & Co Limited war ein britischer Hersteller von Fahrzeugen.

## Unternehmensgeschichte
Das Unternehmen wurde 1889 in Coventry gegründet. 1891 begann die Produktion von Fahrrädern. 1897 ergänzten Motorräder und 1899 Automobile das Sortiment. Der Markenname lautete Allard. 1902 kam es zur Fusion mit der Birmingham Motor Manufacturing and Supply Co Limited aus Birmingham. Das neue Unternehmen hieß Rex Motor Manufacturing Co Limited.

## Automobile
Die ersten Modellen waren ein Dreirad, das den Tricycles von De Dion-Bouton ähnelte, und der Express, der dem damaligen Benz ähnelte. Es kam ein Einzylindermotor mit 500 cm³ Hubraum zum Einsatz. Ab 1900 wurde für International Motor Car das Modell Charette hergestellt. Letztes Modell war der 9 HP von 1902.